# 1616
1616 (MDCXVI) byl rok, který dle gregoriánského kalendáře započal pátkem.

## Události
- 20. února – Zemětřesení na Vysočině následováno silnými mrazy – záznamy z obcí Hlinné , Velká Losenice , Nový Telečkov
- 5. března – Kongregace pro nauku víry zařadila na seznam zakázaných knih (Index Librorum Prohibitorum) dílo Mikuláše Koperníka De revolutionibus orbium coelestium (O pohybech nebeských sfér, 1543) kvůli jeho heliocetrickému pojetí
- Holanďané a Francouzi zkoumají západní Afriku a zřizují obchodní základny v Senegalu a na Zlatém pobřeží.
- Poselstvo císaře Matyáše, vedené Heřmanem Černínem z Chudenic, se vydává na cestu k tureckému sultánovi.
- Dánsko založilo svoji první kolonii v Indii.
- na francouzském královském stole se poprvé objevují brambory

### Probíhající události
- 1568–1648 – Nizozemská revoluce
- 1568–1648 – Osmdesátiletá válka
- 1609–1618 – Rusko-polská válka

## Narození

### Česko
- 14. srpna – František Vilém Popel z Lobkowicz, příslušník bílinské větve šlechtického rodu Lobkoviců († 26. února 1670)
- neznámé datum
  - Kryštof Richard z Thun-Hohensteinu, šlechtic († 1667)

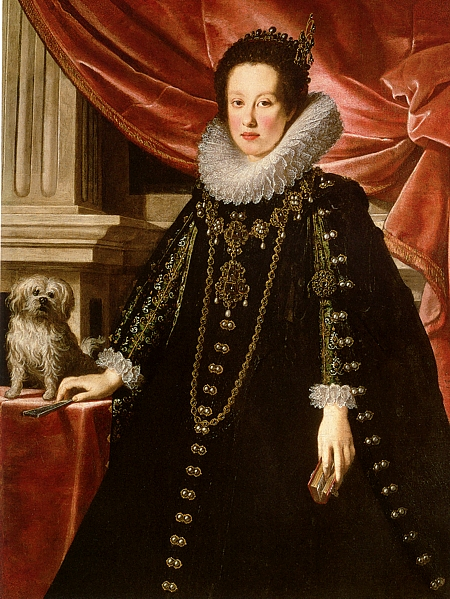
Anna Medicejská (* 21. července)

#### Svět
- 23. ledna – Centurio Wiebel, malíř v Saském kurfiřtství († 9. srpna 1684)
- 27. ledna – Christen Aagaard, dánský básník († 5. února 1664)
- 13. února – Georg Ritschel, anglikánský duchovní s českými kořeny († 28. prosince 1683)
- 28. února – Fridrich Hesensko-Darmstadtský, německý šlechtic a voják († 19. února 1682)
- 01. března – Maurizio Cazzati, italský hudební skladatel († 28. září 1678)
- 06. března – Malachias Siebenhaar, německý skladatel církevní hudby († 6. ledna 1685)
- 18. května – Johann Jakob Froberger, německý barokní hudební skladatel a virtuos († 7. května 1667)
- 24. května – John Maitland, vévoda z Lauderdale, skotský státník ze šlechtického rodu Maitlandů († 24. srpna 1682)
- 25. května – Carlo Dolci, italský malíř barokního období († 17. ledna 1686)
- 27. května – Kristýna Magdalena Falcko-Zweibrückenská, bádensko-durlašská markraběnka († 14. srpna 1662)
- 24. června – Ferdinand Bol, nizozemský malíř a rytec († 24. srpna 1680)
- 21. července – Anna Medicejská, princezna toskánská, rakouská arcivévodkyně a hraběnka tyrolská († 11. září 1676)
- srpen – William Russell, 1. vévoda z Bedfordu, anglický šlechtic a politik († 7. září 1700)
- 02. října – Andreas Gryphius, německý básník a dramatik († 16. července 1664)
- 20. října – Thomas Bartholin, dánský vědec, objevitel lymfatické soustavy u lidí († 4. prosince 1680)
- 23. listopadu – John Wallis, anglický matematik († 28. října 1703)
- 21. prosince – Pietro Andrea Ziani, italský varhaník a hudební skladatel († 12. února 1684)
- 25. prosince – pokřtěn Christian Hoffmann von Hoffmannswaldau, německý básník, epigramatik a politik († 18. dubna 1679)
- neznámé datum
  - Anna Gonzagová, italsko-francouzská šlechtična a salonistka († 6. července 1684)
  - Matthias Weckmann, severoněmecký barokní hudební skladatel († 24. února 1674)
  - Pierre de Montalais, francouzský šlechtic, otec Nicole-Anne Constance de Montalais († 1659)
  - Carlo Cesare Malvasia, italský vědec a historik umění († 1693)
  - John Owen, anglický protestantský teolog a duchovní († 24. srpna 1683)
  - David Lewis, velšský katolický jezuitský kněz, světec a mučedník († 27. srpna 1679)
  - Caspar Schmalkalden, německý cestovatel († 1673)
  - Luo Wen-cao, první čínský kněz († 27. února 1691)

## Úmrtí
Česko
- 27. února – Adam Slavata, český šlechtic z rodu Slavatů (* ? 1546)
- 06. srpna – Albrecht Kaplíř ze Sulevic, rytíř (* ?)
- neznámé datum
  - Jan Zbyněk Zajíc z Hazmburka, český šlechtic (* asi 1570)
  - Zuzana Vojířová z Vacovic, šlechtična a společnice u dvora Rožmberků (* kolem 1560)

Svět

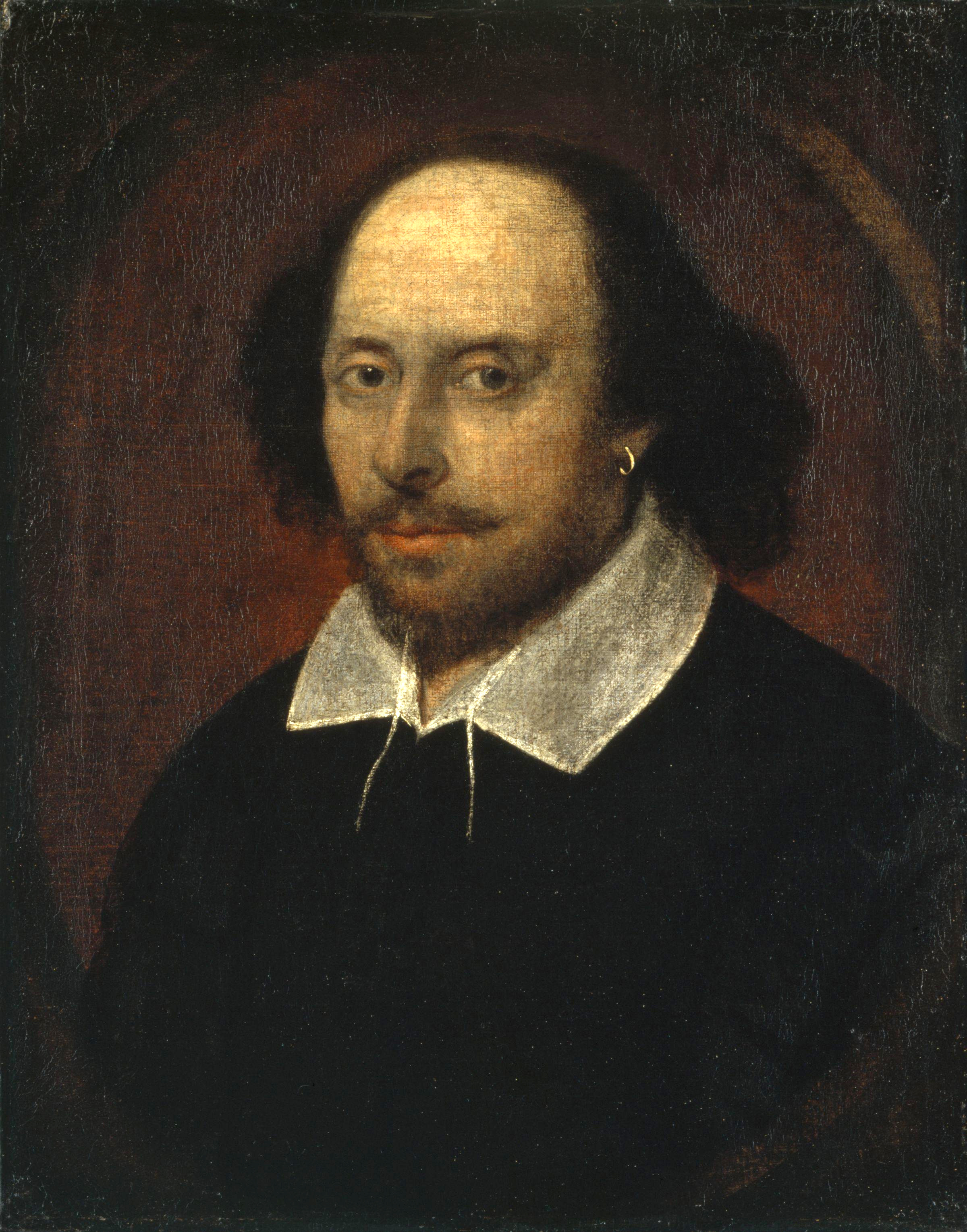
William Shakespeare († 3. května)

- 03. března – Matthias de l'Obel, vlámský botanik a lékař (* 1538)
- 06. března – Francis Beaumont, anglický dramatik (* 1584)
- 08. března – Marie Anna Bavorská, rakouská arcivévodkyně (* 8. prosince 1574)
- 22. dubna – Miguel de Cervantes y Saavedra, španělský spisovatel (* 29. září 1547)
- 23. dubna – Inca Garcilaso de la Vega, peruánsko-španělský kronikář a spisovatel (* 12. dubna 1539)
- 03. května – William Shakespeare, anglický dramatik (pokřtěn 26. dubna 1564)
- 04. května – Magdalena Braniborská, hesensko-darmstadtská lankraběnka (* 7. ledna 1582)
- 25. května – Filippo Spinelli, papežský nuncius na dvoře císaře Rudolfa II. (* 1566)
- 01. června – Iejasu Tokugawa, japonský šógun (* 31. ledna 1543)
- 24. června – Orazio Spinola, italský římskokatolický kněz (* 1547)
- 29. července – Tchang Sien-cu, čínský dramatik (* 24. září 1550)
- 07. srpna – Vincenzo Scamozzi, italský architekt, urbanista a scénograf (* 2. září 1548)
- 08. srpna – Cornelis Ketel, nizozemský manýristický malíř (* 18. března 1548)
- 27. října – Johann Richter, německý matematik, astronom a výrobce jemnomechanických nástrojů (* 1537)
- 03. listopadu – Anežka Hedvika Anhaltská, anhaltská princezna, abatyše z Gernrode (* 12. března 1573)
- 22. prosince – Jacob Le Maire, holandský kupec a mořeplavec (* 1585)
- 24. prosince – Juraj VII. Turzo, hlavní župan Oravy (* 2. září 1567)
- neznámé datum
  - Raphael Coxie, vlámský renesanční malíř (* kolem 1540)
  - Frans Francken I., vlámský malíř (* 1542)
  - Jöntän Gjamccho, 4. tibetský dalajlama (* 1589)

## Hlavy států
- Anglie – Jakub I. Stuart (1603–1625)
- Francie – Ludvík XIII. (1610–1643)
- Habsburská monarchie – Matyáš Habsburský (1612–1619)
- Osmanská říše – Ahmed I. (1603–1617)
- Polsko-litevská unie – Zikmund III. Vasa (1587–1632)
- Rusko – Michail I. (1613–1645)
- Španělsko – Filip III. (1598–1621)
- Švédsko – Gustav II. Adolf (1611–1632)
- Papež – Pavel V. (1605–1621)
- Perská říše – Abbás I. Veliký